# José Cardoso Sobrinho
José Cardoso Sobrinho OCarm (* 30. Juni 1933 in Caruaru, Pernambuco, Brasilien) ist ein brasilianischer römisch-katholischer Geistlicher und emeritierter Erzbischof von Olinda e Recife.

## Leben
Nach seiner Schulzeit trat Cardoso Sobrinho in den Karmelitenorden ein und legte am 15. Oktober 1954 die ewige Profess ab. Nach dem Studium der katholischen Theologie empfing er am 28. April 1957 die Priesterweihe.
Papst Johannes Paul II. ernannte ihn am 29. März 1979 zum Bischof von Paracatu. Der Papst persönlich spendete ihm am 27. Mai desselben Jahres die Bischofsweihe. Mitkonsekratoren waren die Kurienerzbischöfe Duraisamy Simon Lourdusamy und Eduardo Martínez Somalo. Die Amtseinführung im Bistum Paracatu fand am 15. August desselben Jahres statt.
Am 2. April 1985 wurde er als Nachfolger von Hélder Câmara zum Erzbischof von Olinda e Recife ernannt. Zu Beginn seiner Amtszeit als Erzbischof zog er in das Bischofspalais in Recife, das sein Amtsvorgänger als Anhänger der Befreiungstheologie nicht bewohnt hatte. Als Erzbischof setzte sich Cardoso Sobrinho in Brasilien dafür ein, den Einfluss der Befreiungstheologie in seiner Region zurückzudrängen und die Zunahme des Protestantismus in Brasilien einzudämmen. Er gilt als Gegner des brasilianischen Kardinals Paulo Evaristo Arns aus São Paulo. Am 1. Juli 2009 nahm Papst Benedikt XVI. das von José Cardoso Sobrinho aus Altersgründen vorgebrachte Rücktrittsgesuch vom Amt des Erzbischofs von Olinda e Recife an. Sein Nachfolger ab dem 16. August 2009 ist Antônio Fernando Saburido OSB, zuvor Bischof von Sobral.

## Kontroversen
Im März 2009 geriet José Cardoso Sobrinho in den Mittelpunkt der brasilianischen und internationalen Medienberichterstattung. Ein neunjähriges Mädchen war von ihrem Stiefvater vergewaltigt worden; sie hatte die daraus entstandene Zwillingsschwangerschaft in der 15. Schwangerschaftswoche abgebrochen, da nach Aussage der Ärzte Lebensgefahr für das 36 kg schwere Mädchen bestand. Cardoso Sobrinho sagte in einem Fernsehinterview, dass die Kirche auch in einem solchen Fall keine Ausnahme machen könne, da das „Gesetz Gottes“ höher als „menschliche Gesetze“ stehe. Die Erwachsenen, die der Abtreibung zugestimmt haben, darunter die Mutter des Kindes sowie das durchführende Ärzteteam hätten sich dadurch die Exkommunikation zugezogen. Diese sei, so der Erzbischof mit Bezugnahme auf den Kanon 1398 des Codex Iuris Canonici, durch die Durchführung der Abtreibung automatisch eingetreten. Cardoso Sobrinho wurde für seine Aussage vom brasilianischen Präsidenten Luiz Inácio Lula da Silva scharf kritisiert. Der brasilianische Theologieprofessor João Batistiole nannte die Haltung des Erzbischofs „hart und schwer zu verstehen“.